# Яновка (Шумяцький район)
Я́нівка (рос. Яновка) — село в Шумяцькому районі Смоленської області РФ. Входить до складу Надейковичського сільського поселення. Населення — 5 жителів (2007 рік).
Розташоване в південно-західній частині області, 34 км на захід від Шумячів, 31 км на північний захід від автодороги  Москва — Рославль. 33 км на південний схід від села розташована залізнична станція Осва на лінії Рославль — Кричев.